# Серебряная чаша (фильм)
Серебряная чаша (англ. The Silver Chalice) — американский исторический эпический драматический фильм 1954 года, снятый и спродюсированный Виктором Сэвиллом по одноименному роману Томаса Костейна 1952 года. 

## Сюжет
Греческий мастер из Антиохии получает заказ на отливку чаши Христа из серебра и скульптурные изображения по ее краю лиц учеников и самого Иисуса. Он отправляется в Иерусалим и, в конечном итоге, в Рим, чтобы завершить задание. Тем временем коварный нарушитель пытается убедить толпу, что он новый Мессия, используя не более чем дешевые салонные трюки.

## Режиссура
Это был один из последних фильмов Сэвилла и дебютный полнометражный фильм Пола Ньюмана. Несмотря на номинацию на премию «Золотой глобус» за его игру, Ньюман позже назвал его «худшим фильмом, снятым в 1950-х годах».
В фильме были необычные полуабстрактные декорации и декорации, созданные сценографом Рольфом Жераром, что резко отличалось от обычной практики того времени для голливудских библейских эпосов. 

## Музыка
Знаменитая музыкальная партитура Франца Ваксмана была номинирована на премию «Оскар» за лучшую оригинальную музыку на 27-й церемонии вручения премии «Оскар».